# Markus Berger (Fußballspieler)
Markus Berger (* 21. Jänner 1985 in Salzburg) ist ein ehemaliger österreichischer Fußballspieler, der heute als -trainer tätig ist.

## Karriere
Berger begann seine Karriere beim FC Salzburg und wechselte 1997 zu SV Austria Salzburg. 1999 wechselte er als Jugendlicher für insgesamt fünf Jahre nach Deutschland, wo er in der Jugend des VfB Stuttgart und in der Amateurmannschaft von Eintracht Frankfurt spielte. Zu Beginn der Saison 2004/05 wechselte er zurück nach Österreich zur SV Ried in die zweitklassige Erste Liga. Mit der SV Ried stieg er auf Anhieb in die Bundesliga auf und absolvierte am 30. Juli 2005 im Spiel gegen den FK Austria Wien sein Bundesligadebüt.
Nach drei Jahren in Österreich ging Berger im Sommer 2007 nach Portugal zu Academica Coimbra. Für den Klub aus Coimbra kam er in 71 Ligaspielen zum Einsatz und erzielte dabei fünf Tore. Außerdem war er hinter Orlando der Ersatzkapitän seiner Mannschaft. Im Dezember 2011 gab er bekannt, seinen auslaufenden Vertrag nicht verlängern zu wollen, weshalb er noch im Winter verkauft werden sollte, um eine Ablöse zu erzielen. Am 30. Dezember wechselte er zum ukrainischen Erstligisten Tschornomorez Odessa. Dort erhielt er einen Dreijahresvertrag.
Am 4. März 2014 löste er seinen Vertrag in Odessa wegen der politischen Unruhen in der Ukraine auf.
Am 1. April unterschrieb er einen Vertrag bis zum 31. Dezember 2014 beim norwegischen Erstligisten Start Kristiansand. Bereits zur Saison 2014/15 wechselte Berger nach Russland zum Erstligisten Ural Jekaterinburg. Ende Januar 2015 ging er nach einvernehmlicher Auflösung seines Vertrages mit Ural zurück nach Portugal, wo er zunächst ein halbes Jahr bei Gil Vicente FC und dann ein Jahr bei CD Tondela unter Vertrag stand. Zur Saison 2016/17 wechselte Berger in sein Geburtsland Österreich zum Regionalligisten SV Grödig. Im Sommer 2018 wechselte er innerhalb der Liga zum Salzburger AK 1914. Hier konnte er in seiner ersten Saison direkt die Meisterschaft in der Salzburger Liga und somit den Aufstieg in die Regionalliga feiern. Nach der Saison 2019/20 beendete Berger seine Karriere. Seitdem ist er U18-Coach beim SV Seekirchen.

## Nationalmannschaft
Markus Berger ist mit 34 Einsätzen der Rekordspieler des U-21 Nationalteams von Österreich. Er spielte auch für alle anderen Altersklassen und kam in diesen auf insgesamt 36 Einsätze.

## Erfolge
- 1× österreichischer Vize-Meister Bundesliga: 2006/07
- 1× österreichischer Meister Erste Liga: 2004/05
- 1× portugiesischer Pokalsieger: 2012
- 1× Meister der Salzburger Liga 2018/19
- 3. Platz bei der U-19-Fußball-Europameisterschaft 2003
- A-Jugend DFB-Pokal Sieger: 2001
- Rekordnationalspieler der Österreichischen U-21 Nationalmannschaft (34 Einsätze)

## Familiäres
Markus Berger kommt aus einer sportbegeisterten Familie. Bereits sein Vater Hans-Peter Berger sen. spielte jahrelang mit dem SV Austria Salzburg in der Bundesliga. Sein Bruder Hans-Peter Berger jun. ist als Torwart beim FC Red Bull Salzburg unter Vertrag und an den FC Pasching verliehen.